# کوه پاجت
کوه پاجت (به انگلیسی: Paget Peak) یک کوه در کانادا است که در بریتیش کلمبیا واقع شده‌است. کوه پاجت ۲٬۵۶۰ متر بالاتر از سطح دریا واقع شده‌است.